# 多明戈加尔西亚
多明戈加尔西亚，是西班牙卡斯蒂利亚-莱昂塞戈维亚省的一个市镇。 总面积18平方公里，总人口48人（2001年），人口密度3人/平方公里。